# Шандрин
Шандрин — река в России, протекает по территории Аллаиховского улуса Якутии. Длина реки 414 километров, площадь водосборного бассейна равна 7570 км².

## Гидрография
Начинается в междуречье Большой и Малой Эрчи на высоте свыше 146 метров над уровнем моря. От истока течёт на восток по безлесой холмистой местности. От устья Антыкчана меняет направление течения на северо-восточное. В среднем и нижнем течении пойма реки частично заболочена. В низовьях течёт по равнине и меандрирует. В самых низовьях течёт среди озёр. Образует общую дельту с Индигиркой. Впадает в протоку Колымскую на высоте 0,4 метра над уровнем моря у озера Большой Отор.

## Археологические находки
На берегу реки на склоне отрогов Кондаковского плоскогорья была найдена туша мамонта, погибшего 41-32 тысячи лет назад, с сохранившимися внутренностями. Их содержимое позволило определить состав палеофлоры, представленной видами злаков, осок, полыней, лиственницы, ели, кедрового стланика, берёзы, ольхи и ивы.

## Притоки
Объекты перечислены по порядку от устья к истоку.
- 50 км: Налдыкчан[6] (пр)
- 108 км: Хотойко[6] (пр)
- 135 км: Куритка-Шандрина[6] (лв)
- 183 км: Бёрё-Юряге[6] (лв)
- 254 км: Татылкан[6] (лв)
- 258 км: Теурун[6] (пр)
- 265 км: Кылгас[6] (пр)
- 271 км: Утальгин[6] (пр)
- 285 км: Татылкан[6] (лв)
- 295 км: Тилех[6] (пр)
- 316 км: Мугарабка[6] (лв)
- 324 км: Семеновка[6] (лв)
- 326 км: Нанчан[6] (пр)
- 336 км: Тоногелькан[6] (лв)
- 349 км: Антыкчан[5] (пр)
- 359 км: Кейлен-Дюнюм[5] (пр)
- 365 км: Средний Элилькан[5] (лв)
- 371 км: Верхний Элилькан[2] (лв)
- 372 км: Селюмчан[2] (пр)
- 385 км: Нижний Эликчэн[2] (лв)
- 390 км: Средний Эликчэн[2] (лв)
- 401 км: Верхний Эликчэн[2] (лв)

## Данные водного реестра
По данным государственного водного реестра России относится к Ленскому бассейновому округу, водохозяйственный участок реки — Индигирка от в/п Белая Гора до устья. Речной бассейн реки — Индигирка.
Код объекта в государственном водном реестре — 18050000412117700069822.